# Andraimon (Vater des Thoas)
Andraimon (altgriechisch Ἀνδραίμων Andraímōn) ist in der griechischen Mythologie der Gründer der Stadt Amphissa im westlichen Lokris.
Andraimon heiratet Gorge, eine der Töchter des Oineus, König von Pleuron und Kalydon in Ätolien. Nachdem Oineus, den die Söhne seines Bruders Agrios der Herrschaft beraubt und eingekerkert hatten, von seinem Enkel Diomedes befreit worden war, übertrug er Andraimon die Herrschaft und zog sich selbst mit Diomedes nach Argos zurück.
Mit Gorge zeugte er Thoas, der im Trojanischen Krieg die 40 Schiffe der Ätoler führte und einer der Griechen war, die sich im trojanischen Pferd versteckten. In der Bibliotheke des Apollodor wird Oxylos, der Sohn des Haimon und Enkel des Thoas, als Sohn des Andraimon angeführt.
In Amphissa zeigte man noch zur Zeit des Pausanias sein Grabmal.